# Ludovico Fulci
Ludovico Fulci (Messina, 31 dicembre 1849 – Messina, 28 giugno 1934) è stato un politico italiano.

## Biografia
Nacque a Messina il 31 dicembre 1849 a Santa Lucia del Mela in provincia di Messina dall'avvocato Antonio Fulci e da Nicolina Taccone. Fu avvocato e docente di Diritto penale all'Università di Messina dal 1891. Fu presidente del Consiglio provinciale di Messina.
Fu eletto deputato alla Camera nel collegio di Messina dalla XV alla XXIII legislatura (1882-1913) nel gruppo Radicale. Votò a favore della mozione Bissolati per il divieto dell'insegnamento religioso nella scuola primaria.
Mazziniano di sentimenti antimonarchici, che non gli impedì di accettare dal re nel 1919 la nomina a senatore del Regno.
Fu un alto dirigente della Massoneria, membro della Loggia Adonhiram di Messina nel 1880 e della Loggia Mazzini e Garibaldi, sempre di Messina, di cui dal 1884 al 1888 fu Maestro venerabile. Il 9 aprile 1919 la Loggia Libertà di Messina lo ricevette come membro del Grande Oriente d'Italia e Maestro venerabile onorario, alla presenza di oltre 200 visitatori. Raggiunse il 33º grado del Rito scozzese antico ed accettato e l'11.7.1925 fu nominato membro effettivo del suo Supremo Consiglio.
Gli ideali socialiste, formarono l'atteggiamento anticlericale, non credente e, nella città di Messina, deciso avversario dell'arcivescovo Angelo Paino. 
Anche il fratello Nicola fu deputato alla Camera e sottosegretario.